# Myszewo (przystanek kolejowy)
Myszewo – wąskotorowy przystanek osobowy znajdujący się we wsi Myszewo w gminie Nowy Staw, w powiecie malborskim, w województwie pomorskim. Położony jest na linii kolejowej z Malborka Kałdowa Wąskotorowego do Nowego Dworu Gdańskiego Wąskotorowego. Odcinek do Lipinki Gdańskiej został otwarty w 1909 roku.